# Unionsterritorium
Unionsterritorium är en typ av administrativ enhet i Indien. Till skillnad från delstaterna, som har sina egna regeringar, styrs unionsterritorier direkt av den nationella regeringen. Efter sammanslagningen av Dadra och Nagar Haveli med Daman och Diu 2020 finns det åtta unionsterritorier:
- Andamanerna och Nikobarerna
- Chandigarh
- Dadra och Nagar Haveli och Daman och Diu
- Jammu och Kashmir
- Ladakh
- Lakshadweep
- National Capital Territory of Delhi
- Puducherry

## Artikelursprung
- Artikeln Union territory i engelskspråkiga Wikipedia 19 maj 2006